# Booponus aldrichi
Espèce
Booponus aldrichi est une espèce de Diptères de la famille des Calliphoridae.

## Description
Comme tous les diptères, Booponus aldrichi suit un développement holométabole et présente quatre stades de développement : l'œuf, la larve (asticot), la nymphe (pupe) et l'imago (mouche adulte).
L'espèce est décrite à partir d'un unique spécimen, imago femelle capturé en vol à Zibingi en Birmanie. Il mesure 6 mm de long,. Ses ailes sont hyalines jauunâtre. Son mesonotum noirâtre permet de le distinguer de Booponus intonsus. Sa plèvre est jaune le différencie de Booponus indicatus.
Aucun autre stade de développement n'a été observé pour la détermination de l'espèce, aussi sa biologie spécifique est inconnue,.

## Systématique
Le nom valide complet (avec auteur) de ce taxon est Booponus aldrichi Senior-White (d), 1940.

### Publication originale
- (en) R. Senior White, The Fauna of British India, Including the Remainder of the Oriental Region, vol. 6 : Diptera, Londres, Taylor & Francis, 1940, 288 p. (lire en ligne), p. 78-81.